# Arbeitnehmervertretung
Arbeitnehmervertretung ist ein Organ zur Vertretung der Interessen von Arbeitnehmern in Unternehmen und Betrieben (Mitbestimmung).
Auch Zusammenschlüsse, die sich die Vertretung der Arbeitnehmerschaft auf gesellschaftlicher und politischer Ebene zum Ziel gesetzt haben, wie die Gewerkschaften, werden als Arbeitnehmervertretungen bezeichnet. 
Bei Beschäftigten des öffentlichen Dienstes spricht man hingegen von Personalvertretung, in kirchlichen Einrichtungen von Mitarbeitervertretung.

## Deutschland
Die betriebliche Arbeitnehmervertretung ist insbesondere im Betriebsverfassungsgesetz (BetrVG) festgelegt. Neben dem Betriebsrat nimmt die besonderen sozialen, personellen und wirtschaftlichen Belange der Arbeitnehmer, die das 18. Lebensjahr noch nicht vollendet haben (jugendliche Arbeitnehmer), die Jugend- und Auszubildendenvertretung wahr (§ 60 BetrVG). Der Betriebsrat achtet auch darauf, dass die dem Arbeitgeber nach dem SGB IX gegenüber schwerbehinderten Arbeitnehmern obliegenden Verpflichtungen erfüllt werden und wirkt auf die Wahl einer Schwerbehindertenvertretung hin (§ 176, § 177 SGB IX). Diese kann an allen Sitzungen des Betriebsrats beratend teilnehmen (§ 32 BetrVG). Der Wirtschaftsausschuss hat die Aufgabe, in Unternehmen mit in der Regel mehr als einhundert ständig beschäftigten Arbeitnehmern wirtschaftliche Angelegenheiten mit dem Unternehmer zu beraten und den Betriebsrat zu unterrichten (§ 106 BetrVG).
Das Sprecherausschussgesetz regelt die Vertretung der leitenden Angestellten in Betrieben, die mehr als zehn leitende Angestellte haben. Auf diese findet das BetrVG grundsätzlich keine Anwendung (§ 5 Abs. 3 BetrVG).
Die Vertretung der Arbeitnehmer im Aufsichtsrat ist seit 1. Juli 2004 nicht mehr im BetrVG, sondern im Drittelbeteiligungsgesetz geregelt (§ 4 Abs. 1, § 5 DrittelBG).
Straftaten gegen Betriebsverfassungsorgane und ihre Mitglieder gemäß § 119 BetrVG (Union Busting) sollen laut Koalitionsvertrag der sog. Ampelkoalition künftig als Offizialdelikt eingestuft werden.
Darüber hinaus gibt es als überbetriebliche Selbstverwaltungsorgane der Wirtschaft die Arbeitnehmerkammer Bremen und die Arbeitskammer des Saarlandes in der Rechtsform einer Körperschaft des öffentlichen Rechts mit beitragspflichtiger Zwangsmitgliedschaft der in Bremen bzw. dem Saarland beschäftigen Arbeitnehmer.

## Österreich
Für Arbeitsverhältnisse aller Art, die auf einem privatrechtlichen Vertrag beruhen, gilt das Arbeitsverfassungsgesetz von 1974 (ArbVG). In jedem Betrieb, in dem dauernd mindestens fünf stimmberechtigte Arbeitnehmer beschäftigt werden, sind von der Arbeitnehmerschaft Organe zu bilden (§ 40 ArbVG). In Betrieben, in denen getrennte Betriebsräte für die Gruppen der Arbeiter und der Angestellten bestehen, bildet die Gesamtheit der Mitglieder beider Betriebsräte zur Wahrnehmung gemeinsamer Angelegenheiten den Betriebsausschuß (§ 76 ArbVG). Der Betriebsrat übt die der Arbeitnehmerschaft zustehenden Befugnisse aus (§ 113 ArbVG).
Die Kammer für Arbeiter und Angestellte nach dem Arbeiterkammergesetz (AKG) ist eine Körperschaft des öffentlichen Rechts und berufen, die sozialen, wirtschaftlichen, beruflichen und kulturellen Interessen der Arbeitnehmer einschließlich der zuvor als Arbeitnehmer beschäftigten Arbeitslosen und Pensionisten zu vertreten und zu fördern. Über ihre rechtspolitische und politikberatende Funktion und die Überwachung der Einhaltung arbeitsrechtlicher, sozialversicherungsrechtlicher und arbeitnehmerschutzrechtlicher Vorschriften hinaus haben die Arbeiterkammern die kammerzugehörigen Arbeitnehmer auch in arbeits- und sozialrechtlichen Angelegenheiten zu beraten und ihnen insbesondere Rechtsschutz durch gerichtliche Vertretung in arbeits- und sozialrechtlichen Angelegenheiten zu gewähren (§§ 4, 5, 7 AKG).

## Schweiz
Die Arbeitnehmervertretung, in der Praxis oft auch Personalkommission genannt, hat ihre rechtliche Grundlage im Bundesgesetz über die Information und Mitsprache der Arbeitnehmerinnen und Arbeitnehmer in den Betrieben, kurz Mitwirkungsgesetz vom 17. November 1993.
Eine Arbeitnehmervertretung 
- kann bestellt werden in Betrieben von mindestens 50 Arbeitnehmern (MitwG 3)
- ist erstmals in Betrieben von mehr als 500 Arbeitnehmern zu bestellen, wenn dies mindestens 100 Arbeitnehmer verlangen (MitwG 5)
- wird in allgemeiner freier Wahl gewählt, ausser es spreche sich ein Fünftel der Arbeitnehmer für eine geheime Wahl aus (MitwG 6)
- wird von Arbeitgeber und Arbeitnehmern nach Grösse und Struktur des Betriebes festgelegt, wonach die Arbeitnehmervertretung mindestens aus 3 Personen zu bestehen hat (MitwG 7 Abs. 2)
- nimmt alle Arbeitnehmerinteressen gegenüber dem Arbeitgeber wahr und informiert die Arbeitnehmer regelmässig (MitwG 8)
- hat gegenüber dem Arbeitgeber Anspruch auf rechtzeitige und umfassende Information (MitwG 9).[6][7]

## Grenzüberschreitend tätige Unternehmen in der Europäischen Union
- Europäischer Betriebsrat